# Lauri Penna
Lauri Lukas Penna (* 2. Juli 2006 in Stuttgart) ist ein deutscher Fußballspieler.
Penna kam in der Jugend 2017 vom SV Sillenbuch zum VfB Stuttgart. Beim VfB verlängerte er im Januar 2025 seinen Vertrag. Im folgenden Sommer reiste Penna mit der Bundesligamannschaft der Stuttgarter ins Trainingslager.
Sein Profidebüt gab Penna in der 3. Liga am 2. Spieltag der Saison 2025/26 am 10. August 2025 für die zweite Mannschaft des VfB Stuttgart gegen den FC Ingolstadt 04.